# Vesna Medenica
Vesna Medenica (* 17. Juli 1957 in Kolašin, Montenegro) ist eine montenegrinische Richterin.

## Leben
Vesna Medenica wurde in Kolašin geboren, wo sie auch die Schule besuchte. Daraufhin studierte sie in Podgorica Rechtswissenschaften. Das Studium schloss sie 1980 ab. Sie arbeitete am Grundgericht in Kolašin, wo sie auch zweimal die Präsidentin war, bevor sie an das Hohe Gericht in Podgorica berufen wurde.
Sie war vom 30. Juli 2003 bis Dezember 2007 Oberste Staatsanwältin und während dieser Zeit auch Mitglied des Rates für Staatsanwaltschaft in Montenegro. Von 2008 bis 2014 präsidierte sie über den Justizrat Montenegros.
Sie wurde am 19. Dezember 2007 das erste Mal zur Präsidentin des Obersten Gerichts Montenegros gewählt. Sie wurde 2014 und 2019 wiedergewählt. Die zweite Wiederwahl verstieß nach Ansicht von Verfassungsrechtlern gegen die Verfassung. Ein Bericht der Europäischen Union zu Beitrittsaussichten Montenegros kritisierte die dritte Amtszeit. Medenica trat daraufhin zurück. Sie wolle „kein Hindernis“ ihres Landes bei einem möglichen EU-Beitritt sein. Eine Nachfolgerin wurde erst Ende November 2024 mit Valentina Pavlicic gewählt.
Die Juristin wurde insbesondere von der Opposition und zivilen Organisationen wegen Versagen bei den Justizreformen und wegen möglicher Verbindungen zu Präsident Milo Đukanović kritisiert. Hinzu kamen unter anderem Vorwürfe wegen eines Verstoßes gegen das Antikorruptionsgesetz und eines Regierungsdarlehens unter günstigen Konditionen.
Sie wurde am 18. April 2022 nach Medienberichten verhaftet, kurz bevor sie das Land verlassen konnte. Dabei sollen die Vorwürfe, die ihr gemacht wurden, Missbrauch ihres Amtes und die Schaffung einer verbotenen Organisation lauten. Diese Vorwürfe sollen im Zusammenhang stehen mit dem Vorwurf des Drogenhandels gegen ihren Sohn Miloš Medenica. Sie habe noch zu ihrer Zeit am Obersten Gericht ihrem Sohn versichert, dass sie von den Vorwürfen wisse und ihn schütze. Im November 2024 wurde sie aufgrund von Amtsmissbrauch zu sechs Monaten Freiheitsstrafe verurteilt. Sie habe nach Feststellung des Gerichts einem Richter eines Grundgerichts trotz ihr bekannter Strafverfahren gegen ihn nicht von seinen Amtsgeschäften entbunden, wie sie es hätte tun sollen. Ihr Anwalt schloss eine Berufung nicht aus.